# 红木水锦树
红木水锦树（学名：Wendlandia erythroxylon）为茜草科水锦树属下的一个种。

## 扩展阅读
- 維基物種上的相關：红木水锦树